# Elies Rogent

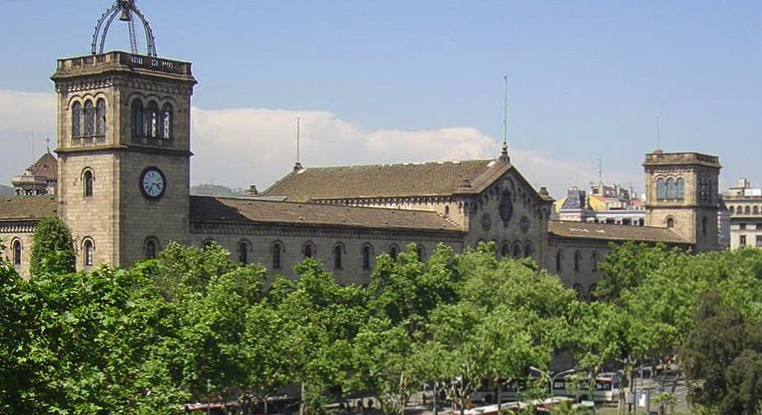
Edifice de l'Université de Barcelone, œuvre de Rogent

Elies Rogent i Amat, né le 6 juillet 1821 à Barcelone (Espagne) et mort le 21 février 1897 dans la même ville, est un architecte catalan.

## Biographie
Il suit ses études à l'École d'Architecture de Madrid, puis devient directeur de l'École provinciale d'architecture de Barcelone à partir de 1871.
En 1840, il entre à l'école de la Llotja de Barcelone et étudie les monuments médiévaux catalans. Il obtient le diplôme d'architecte en 1848. Admirant Eugène Viollet-le-Duc, il transmet dans son activité pédagogique sa notable dévotion à l'architecture néomédiévale. Il est professeur de Lluís Domènech i Montaner et compagnon d'Antoni Gaudí, sous la tutelle de Joan Torras i Guardiola.
En 1887, le maire de Barcelone, Francesc Rius i Taulet, le charge de la direction des travaux pour l'Exposition universelle de 1888 à Barcelone. Afin de rendre viable le projet, il réalise d'importants changements sur les plans originaux de Josep Fontserè i Domènech, et réussit ainsi à réaliser le projet en un temps record avec l'aide de son disciple Domènech i Montaner.

## Œuvres
Entre ses principales œuvres, citons :
- La prison de Mataró (1863), premier édifice pénitentiaire construit selon le concept panoptique du philosophe anglais Jeremy Bentham au XVIIIe siècle.
- Le barrage de Vallvidrera (1865).
- La Maison Arnús (1868) située sur le Passeig de Gràcia à Barcelone.
- La Maison Almirall, située dans la rue Pelai de Barcelone.
- L'Université de Barcelone, dénotant une claire influence médiévale.
- Le Palais de la Mer, actuel siège du Musée d'histoire de Catalogne, dans le quartier de la Barceloneta.
- Le Séminaire de Barcelone.
- Le Musée de Cire de Barcelone.
- Il est également l'auteur de la restauration des cloîtres du Monastère de Sant Cugat (1852), de l'Abbaye de Montserrat, ainsi que de la reconstruction du monastère de Ripoll (1886).